# Castell d'Araya
La Fortalesa de Santiago de León de Araya, més coneguda com a Castell d'Araya, és un castell ubicat a la població d'Araya, a l'estat de Sucre, Veneçuela. Va ser construït pels espanyols per defensar les salines d'Araya de les incursions holandeses.
Malgrat que les salines d'Araya van ser descobertes per Pedro Alonso Niño i Cristóbal Guerra el febrer de 1500 (dos anys després del recorregut de Cristòfol Colom per les costes veneçolanes), en realitzar expedicions d'exploració i conquesta al litoral de Paria per a la corona espanyola, no fou fins a l'any 1601, quan l'Imperi Espanyol davant de les incursions d'holandesos i anglesos a la península de Paria (amb el ferm propòsit d'apoderar-se de les salines i de l'explotació perlífera) decideix iniciar un estudi per construir una fortalesa a Araya.
En aquest sentit, el 1604 el governador Suárez Amaya, l'enginyer Baptista Antonelli i el capità Pedro Suárez Coronel, van visitar el lloc. Així mateix, aquesta situació va arribar a un punt crític, quan l'any següent vuit vaixells holandesos es van enfrontar a la flota espanyola (Armada Invencible) que els va derrotar, va destruir les instal·lacions que havien construït a Araya, executant a més els presoners, entre els quals el seu comandant; fet que va paralitzar durant diversos anys els intents holandesos per ocupar la península.
El 1620 davant d'una nova ofensiva dels holandesos per ocupar la península, el governador de Cumanà, Diego de Arroyo i Daza comunica al Rei la imperiosa necessitat de construir defenses a la província, situació que va ser confirmada poc temps després quan els holandesos van ser rebutjats el 1621, després de dur a terme dos atacs. El 15 de gener de 1622 va ser decretada a Madrid la construcció del castell, el que va coincidir amb el desembarcament a Araya d'algunes urques holandeses per carregar sal, seguits d'una flota de 27 navilis que van procedir a construir dos forts i instal·lacions per a la seva extracció. El 30 de novembre de 1622, es va produir una de les batalles navals més importants d'Amèrica al segle xvii, quan 43 navilis holandesos van atacar Araya per tal d'interrompre la construcció de la fortalesa i apoderar-se de manera definitiva de la península, sent rebutjats finalment el 13 de gener de 1623 pel governador Arroyo i mort el comandant holandès.
El gener de 1625, per fi s'havia construït el primer baluard del que s'anomenaria Reial Força de Santiago d'Arroyo d'Araya, que a més va ser la primera i més important fortalesa de les províncies de Veneçuela; com a dada a ressaltar, entre els primers soldats a ocupar la guarnició hi havia Joan Orpí, futur fundador de Barcelona. Poc després que s'acabés la construcció de la fortalesa, va sorgir a prop de la salina Puerto Guamache, el qual va facilitar el trànsit de provisions i defensa del castell; funció que realitzaria fins al 1648, quan es va fer la pau amb Holanda. Posteriorment, el 1684 un terratrèmol va causar seriosos desperfectes a la seva estructura, situació que va empitjorar quan el 1725 un huracà va inundar la salina.
El 1761 el governador de Cumanà, Joseph Diguja, va recomanar la seva destrucció per considerar-lo ja inútil, la qual cosa es va complir l'any següent, quan va ser parcialment destruït, quedant inservible per a la defensa. D'altra banda, malgrat que el Castell d'Araya va deixar de tenir funcions defensives a la península, les salines van continuar sent explotades per particulars fins que l'any 1872 van ser adquirides per l'Estat veneçolà. El 31 d'octubre de 1960, el castell va ser declarat monument històric nacional.